# Уелаго
Уелаго (ісп. Huélago) — муніципалітет в Іспанії, у складі автономної спільноти Андалусія, у провінції Гранада. Населення — 358 осіб (2010).
Муніципалітет розташований на відстані близько 340 км на південь від Мадрида, 41 км на північний схід від Гранади.

## Демографія
Динаміка населення (INE ):

## Галерея зображень

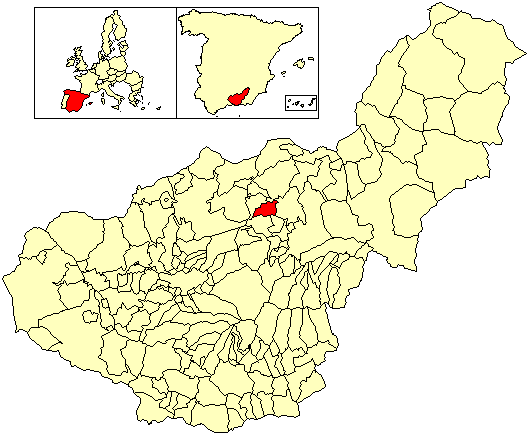
Розташування муніципалітету у провінції Гранада
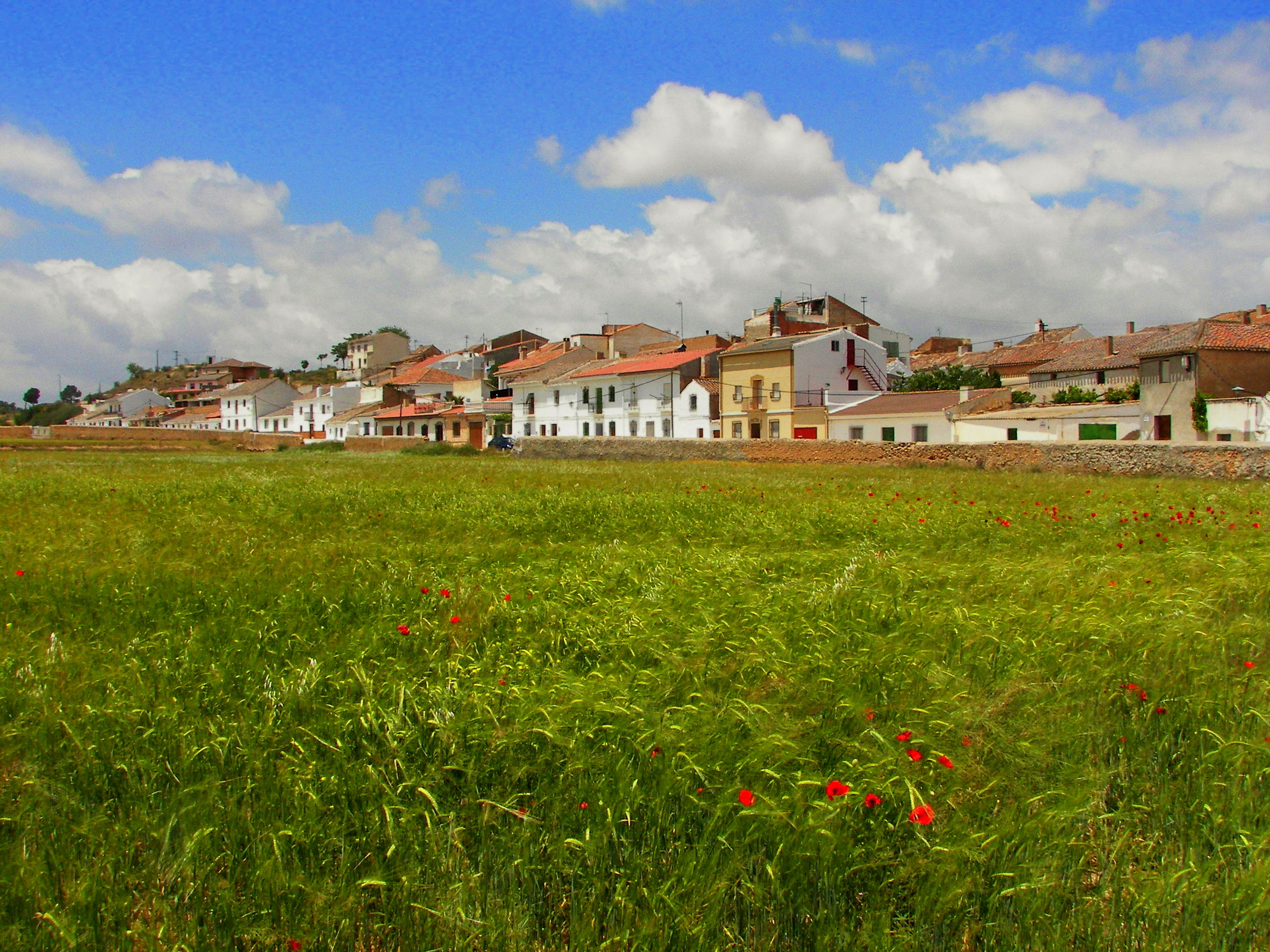
Уелаго